# 达旺县
达旺县（英語：Tawang district）是印度阿鲁纳恰尔邦的一个县。中国北洋政府、中华民国国民政府、中华人民共和国政府均宣称对其主权，中华人民共和国宣称其归西藏自治区错那县管辖。

## 地理
达旺县位于印度阿鲁纳恰尔邦的西北部，东南面与印度东卡门县和西卡门县相邻，西南与不丹的塔希冈宗和塔希央奇宗相接，北与中华人民共和国西藏自治区山南市错那县的實際控制地區接壤。
中國歷屆政府宣稱對該地區擁有主權，在行政區劃上將其歸入西藏自治區山南市的错那县。

## 历史
1984年10月6日，印度将该县从西卡门县析出，建立达旺县。

## 行政区划
达旺县下辖10个行政单位，分属于3个分区：
- 达旺分区：达旺，Kitpi；
- Lumla分区：Bongkhar，Dudunghar，Lumla ，Zemithang；
- Jang分区：Jang， Mukto,，Thingbu，Lhou。